# Bebearia audeoudi
Bebearia audeoudi är en fjärilsart som beskrevs av Riley 1936. Bebearia audeoudi ingår i släktet Bebearia och familjen praktfjärilar. Inga underarter finns listade i Catalogue of Life.